# Yūtarō Abe
Yūtarō Abe (阿部 祐大朗?, Abe Yūtarō; Tokyo, 5 ottobre 1984) è un ex calciatore giapponese, di ruolo attaccante.

## Palmarès

### Club

#### Competizioni nazionali
- Campionato giapponese: 2

Yokohama F·Marinos: 2003, 2004